# Kohlit

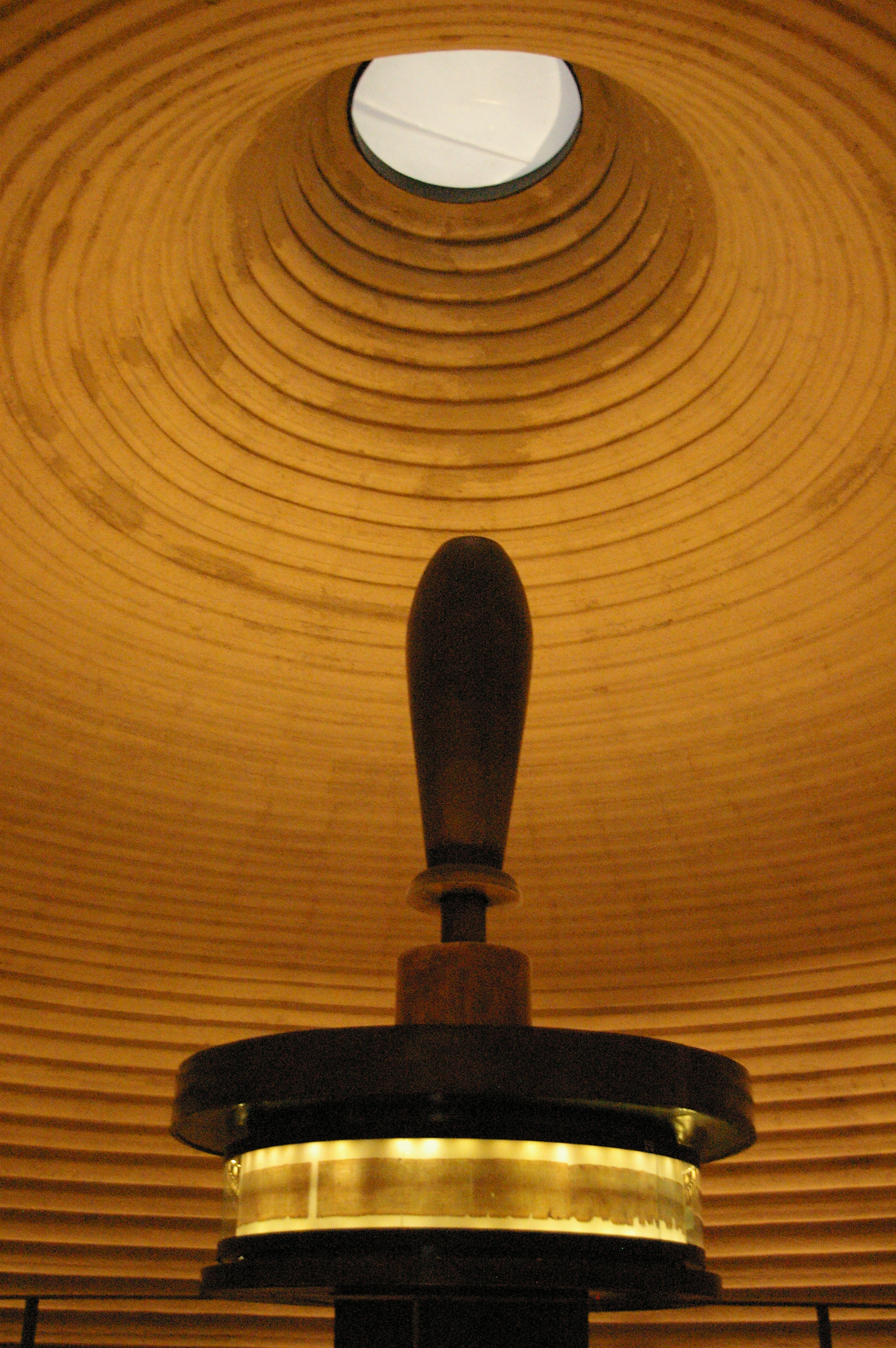
Copie du rouleau d'Isaïe exposée au Sanctuaire du livre

Kohlit est une ville mentionnée dans le Rouleau de cuivre, un des Manuscrits de Qumrân.
À plusieurs endroits de cette ville auraient été enterrées des boites contenant de l'or et de l'argent. Le fait que très certainement la totalité des trésors mentionnés ont été retrouvés par les armées de Titus après la défaite de la révolte (70) n'a pas empêché Kohlit de devenir un Eldorado des temps modernes.
Kohlit est aussi un endroit situé à l'est du Jourdain où Alexandre Jannée a mené des campagnes militaires, peut-être le même que celui du rouleau de cuivre